# العلاقات البلجيكية الفيتنامية
العلاقات البلجيكية الفيتنامية هي العلاقات الثنائية التي تجمع بين بلجيكا وفيتنام.

## مقارنة بين البلدين
هذه مقارنة عامة ومرجعية للدولتين:
| وجه المقارنة                                              | بلجيكا                                                                              | فيتنام           |
| --------------------------------------------------------- | ----------------------------------------------------------------------------------- | ---------------- |
| المساحة (كم2)                                             | 30.53 ألف                                                                           | 331.69 ألف       |
| عدد السكان (نسمة)                                         | 11.37 مليون                                                                         | 94.66 مليون      |
| الكثافة السكانية (ن./كم²)                                 | 372.42                                                                              | 285.39           |
| العاصمة                                                   | بروكسل                                                                              | هانوي            |
| اللغة الرسمية                                             | اللغة الهولندية، لغة فرنسية، اللغة الألمانية                                        | اللغة الفيتنامية |
| العملة                                                    | يورو، فرنك بلجيكي                                                                   | دونغ فيتنامي     |
| الناتج المحلي الإجمالي (بليون دولار)                      | 492.68 مليار                                                                        | 234.19 مليار     |
| الناتج المحلي الإجمالي (تعادل القوة الشرائية) بليون دولار | 514.74 مليار                                                                        | 553.42 مليار     |
| الناتج المحلي الإجمالي الاسمي للفرد دولار أمريكي          | 40.32 ألف                                                                           | 2.48 ألف         |
| الناتج المحلي الإجمالي للفرد دولار أمريكي                 | 43.44 ألف                                                                           | 5.63 ألف         |
| مؤشر التنمية البشرية                                      | 0.890                                                                               | 0.666            |
| رمز المكالمات الدولي                                      | +32                                                                                 | +84              |
| رمز الإنترنت                                              | .be                                                                                 | .vn              |
| المنطقة الزمنية                                           | توقيت وسط أوروبا، ت ع م+01:00، ت ع م+02:00، توقيت وسط أوروبا الصيفي، أوروبا/بروكسل ‏ | ت ع م+07:00      |

## منظمات دولية مشتركة
يشترك البلدان في عضوية مجموعة من المنظمات الدولية، منها:
| علم المنظمة | اسم المنظمة                        | تاريخ انضمام بلجيكا | تاريخ انضمام فيتنام |
| ----------- | ---------------------------------- | ------------------- | ------------------- |
|             | الاتحاد البريدي العالمي            | ?                   | ?                   |
|             | مؤسسة التنمية الدولية              | 2 يوليو 1964        | 24 سبتمبر 1960      |
|             | منظمة حظر الأسلحة الكيميائية       | ?                   | ?                   |
|             | منظمة التجارة العالمية             | ?                   | 11 يناير 2007       |
|             | الأمم المتحدة                      | 27 ديسمبر 1945      | 20 سبتمبر 1977      |
|             | وكالة ضمان الاستثمار متعدد الأطراف | 18 سبتمبر 1992      | 5 أكتوبر 1994       |
|             | منظمة الشرطة الجنائية الدولية      | ?                   | ?                   |
|             | مؤسسة التمويل الدولية              | 27 ديسمبر 1956      | 4 أغسطس 1967        |
|             | بنك التنمية الآسيوي                | 1966                | 1966                |
|             | الاتحاد الدولي للاتصالات           | 1866                | 24 سبتمبر 1951      |
|             | البنك الدولي للإنشاء والتعمير      | 27 ديسمبر 1945      | 21 سبتمبر 1956      |
|             | المنظمة الهيدروغرافية الدولية      | ?                   | ?                   |
|             | الفريق المعني برصد الأرض           | ?                   | ?                   |
|             | يونسكو                             | 29 نوفمبر 1946      | 6 يوليو 1951        |

## وصلات خارجية
- موقع وزارة الخارجية البلجيكية
- موقع وزارة الخارجية الفيتنامية